# Lisandro Mitre
Lisandro Nicolás Mariano Mitre (Paraná, Entre Ríos, Argentina; 18 de diciembre de 1995) es un futbolista argentino. Juega como guardameta y su equipo actual es Vinotinto Ecuador de la Serie A de Ecuador.

## Trayectoria

### Inferiores
Se formó en las inferiores de Colón de Santa Fe. A los 16 años fue promovido a reserva, y a los 19 años al plantel de primera división, completando un año con el plantel profesional.

### Atlético Lugano
En este club hizo su debut en primera división el 18 de mayo de 2016, y estuvo desde 2016 hasta 2017, después de una buena temporada fue contratado por Argentinos de Quilmes. 

### Argentinos de Quilmes
Disputó 13 partidos ingresando como titular, torneo en el cual perdió la final del reducido por el ascenso a la Primera B Metropolitana versus UAI Urquiza.

### Sportivo Dock Sud
En el docke disputó 34 partidos incluyendo Copa Argentina contra Patronato de Primera División donde atajó 3 de los 5 penales que le ejecutaron, en el mismo año terminó en el tercer puesto a un punto de lograr el ascenso en la primera B metropolitana, luego quedaría eliminado en el reducido en semifinales versus Villa San Carlos.

### Club Deportivo Laferrere
En el club de La Matanza realizó una excelente actuación quedando en la historia del club por poseer el récord histórico de imbatibilidad de la institución con 695 minutos sin recibir goles.
En ese torneo, terminó en segundo lugar quedando a dos puntos del ascendido Cañuelas. En el mes de marzo del año 2020 agigantó su imagen en el club convirtiéndose en el héroe eliminando a Estudiantes de la Plata de Primera División por penales en la Copa Argentina. Atajando un penal a Mateo Retegui y adivinar el penal que se fue desviado por Javier Mascherano. 
Luego de la pandemia terminó su último año en el club finalizando con 67 partidos jugados. 

### Torneo Federal A
En el 2021 fue cedido a Sarmiento de Resistencia, realizó una gran temporada siendo con mejor promedio de atajadas del Torneo Federal A y siendo la segunda valla menos vencida de los 37 equipos.
Fue decidido en los cuartos de final en el reducido contra Ciudad Bolívar atajando un penal en la tanda de penales, finalizó su temporada quedando en semifinales del reducido contra Racing de Córdoba con 34 partidos jugados en el club. 

### Primera B Nacional
Durante las temporadas disputadas en 2023 y 2024, se destacó como el arquero titular de Club Atlético All Boys. donde disputó un total de 78 partidos.

### Vinotinto Ecuador
El 19 de enero de 2025, fue cedido a préstamo con opción de compra al club Vinotinto Ecuador.

## Clubes
| Club                     | País      | Año       |
| ------------------------ | --------- | --------- |
| Atlético Lugano          | Argentina | 2016-2017 |
| Argentino de Quilmes     | Argentina | 2017-2018 |
| Dock Sud                 | Argentina | 2018-2019 |
| Deportivo Laferrere      | Argentina | 2019-2021 |
| Sarmiento de Resistencia | Argentina | 2022      |
| All Boys                 | Argentina | 2023-2024 |
| Vinotinto Ecuador        | Ecuador   | 2025-act. |